# Права животных в Азербайджане
Меры по защите животных включают принятие законодательных актов и международных конвенций, создание организаций, кампании по повышению осведомленности, образования, и другие. 22 октября 2003 года Азербайджан подписал Европейскую конвенцию о защите домашних животных и ратифицировал ее 19 октября 2007 года. Конвенция начала действовать с 1 мая 2008 года. Конвенция направлена на улучшение здоровья и благополучия домашних животных, содействие их защите и повышение осведомленности об отношении к ним.

## Описание
В 2011 году Кабинетом Министров Азербайджана были приняты правила содержания домашних животных, целью которых является возможность привлекать к ответственности людей за жестокое обращение с животными, в том числе за отстрел бездомных собак. Согласно правилам впервые указывается, что владельцем бойцовских пород может быть только лицо, достигшее совершеннолетия (18 лет). Устанавливается запрет на пропаганду жестокого обращения с животными, а также таких развлечений, как собачьи бои или коррида. Впервые появляется исчерпывающий перечень причин «гуманного» умерщвления зверей: в случае заболевания бешенством, если животное «нежизнеспособно» и сильно страдает, причинило увечья человеку, само напало на человека и угрожает его жизни и здоровью.
Регулированием прав животных в Азербайджане занимается Служба охраны биоразнообразия Министерства экологии и природных ресурсов.

## Кинологический Союз Республики Азербайджан
В Азербайджане создана организация по управлению и содержанию собак — Кинологический Союз Республики Азербайджан. С марта 2006 года союз стал партнером FCI (Международная федерация кинологии).
В ноябре 2016 года в Баку прошла 3 международная выставка собак всех пород в рамках Кинологического Фестиваля «Caspian Sea Winner 2016». Организаторами выставки выступил Кинологический Союз Республики Азербайджан. В выставке приняли участие собаки из России, Украины, Грузии, Белоруссии и других стран — более 300 собак, порядка 90 различных пород. Были представлены редкие в Азербайджане породы: бишон фризе, тибетские мастифы, австралийские овчарки, бордер-колли, португальская водяная собака.

## «Candor school»
В сентябре 2016 года на территории Азербайджана на территории пос. Гобу появился приют для бездомных животных «Candor school», владельцем которого является Эльнур Гусейнов (представитель Азербайджана на Евровидении 2008 и 2015, а также участник конкурса «Голос Турции» («O ses Türkiye»)). На территории приюта возведен забор, построено 15 вольеров для спасенных собак, проведен свет, газ и установлен 10-тонный бак. Планируется основать ветеринарный пункт, организовать передержку, систему чипирования, стерилизацию, кастрацию, создать условия для дрессировки животных.

## Центр спасения и приют для бездомных животных
10 ноября 2016 года создан Центр спасения и приют для бездомных животных (IACC) при IDEA. В Центре существуют клиника, блоки для кошек и собак, отдельные карантинные блоки, гостиница для животных, секция опеки, игровая площадка, общежитие, конференц-зал, кафе и магазин. Предусматривается оказание услуг для бездомных животных, связанных с прививками, стерилизацией, а при необходимости — операцией.

## Сафари-парк
Площадь сафари-парка составляет 620 гектаров (территория площадью 480 гектаров огорожена). В Шемахинском районе, на территории горно-лесистой местности Пиргулу находится экологический заповедник для диких животных. Сюда из хозяйств Латвии, Польши, Словакии, Чехии и Венгрии завезены состоящие из трех видов 420 голов генетически ценных животных. В парке размещены 790 животных, в том числе 260 маралов, 250 муфлонов, 280 ланей. С целью защиты оленей, ланей и муфлонов от внешнего воздействия и инфекционных заболеваний построено 52-километровое ограждение.

## Заповедники Азербайджана
| Название                                                    | Площадь, га     | Дата основания                          |
| Гёйгёльский заповедник                                      | 6739            | 1925 (вновь создан в 1965 году)         |
| Кызылагаджский заповедник                                   | 88 400          | 1929                                    |
| Закатальский заповедник                                     | 23 800          | 1929                                    |
| Турианчайский заповедник                                    | 12 630 (22 500) | 1958 (территория увеличена в 2003 году) |
| Пиргулинский заповедник                                     | 2753 (4274)     | 1968 (территория увеличена в 2003 году) |
| Ширванский заповедник                                       | 6232            | 1969                                    |
| Гараязский заповедник                                       | 4855 (9568)     | 1978 (территория увеличена в 2003 году) |
| Басутчайский заповедник                                     | 107             | 1974                                    |
| Исмаиллинский заповедник                                    | 5778 (16 700)   | 1981 (территория увеличена в 2003 году) |
| Гарагельский заповедник                                     | 240             | 1987                                    |
| Илисуинский заповедник                                      | 9 300 (17 381)  | 1987 (территория увеличена в 2003 году) |
| Шахбузский заповедник                                       | 3139            | 2003                                    |
| Заповедник «Эльдарская сосна»                               | 392             | 2004                                    |
| Шушинский государственный историко-архитектурный заповедник | 290             | 1977                                    |

## Азербайджанское Общество Защиты Животных

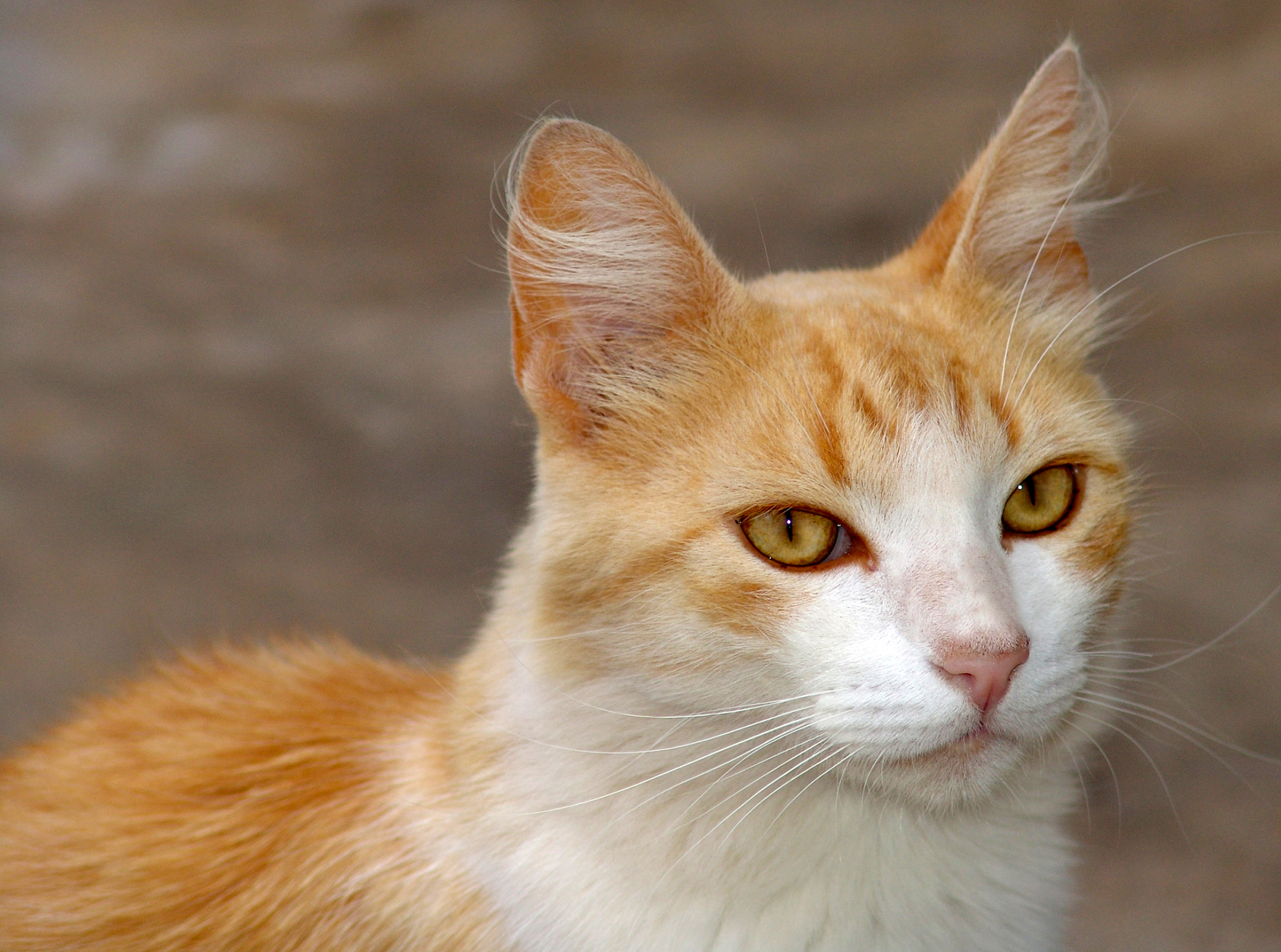
315.99x315.99пкс

### Клуб любителей кошек «Мастан»
Клуб любителей кошек «Мастан» создан как добровольная общественная организация фелинологического направления при Азербайджанском Обществе Защиты Животных.

#### Цели и задачи
- Развитие гуманной фелинологии
- Объединение и сплочение всех любителей кошек для достижения и поддержания высокого уровня в разведении и содержании кошек
- Развитие сотрудничества и связей с зарубежными фелинологическими организациями
- Пропаганда правил содержания животных в соответствии с санитарными и ветеринарными нормами
- Привлечение населения к зоозащитной деятельности клуба, пропаганда знаний о природе и воспитание у нового поколения гуманного отношения к животным
- Работа по повышению уровня ответственности владельцев за содержание и разведение кошек.

#### Деятельность
- Упорядочение фелинологической работы в разведении и содержании кошек на уровне современных зоотехнических норм
- Создание и пополнение информационного банка данных по породам кошек и племенной деятельности
- Организация и развитие племенной работы с породистыми животными
- Ввоз в Азербайджан и разведение новых редких пород кошек
- Организация и проведение фелинологических мероприятий, выставок, конкурсов, шоу
- Проведение благотворительных акций для пропаганды цивилизованного и гуманного обращения с животными.
- Пропаганда знаний и воспитание у людей бережного отношения к животным
- Разработка и осуществление программ и проектов по борьбе с жестоким обращением с кошками, реабилитация и одомашнивание бездомных кошек
- Введение идентификации кошек путем микрочипирования[11].

### Клуб любителей собак
Одним из важных аспектов деятельности кинологического клуба является контроль и ограничение разведения собак. Многие породистые собаки в результате безграмотного и массового воспроизведения теряют свойственные им рабочие качества и анатомические черты, приобретают различные врожденные пороки и дефекты как в плане физического, так и психического здоровья.

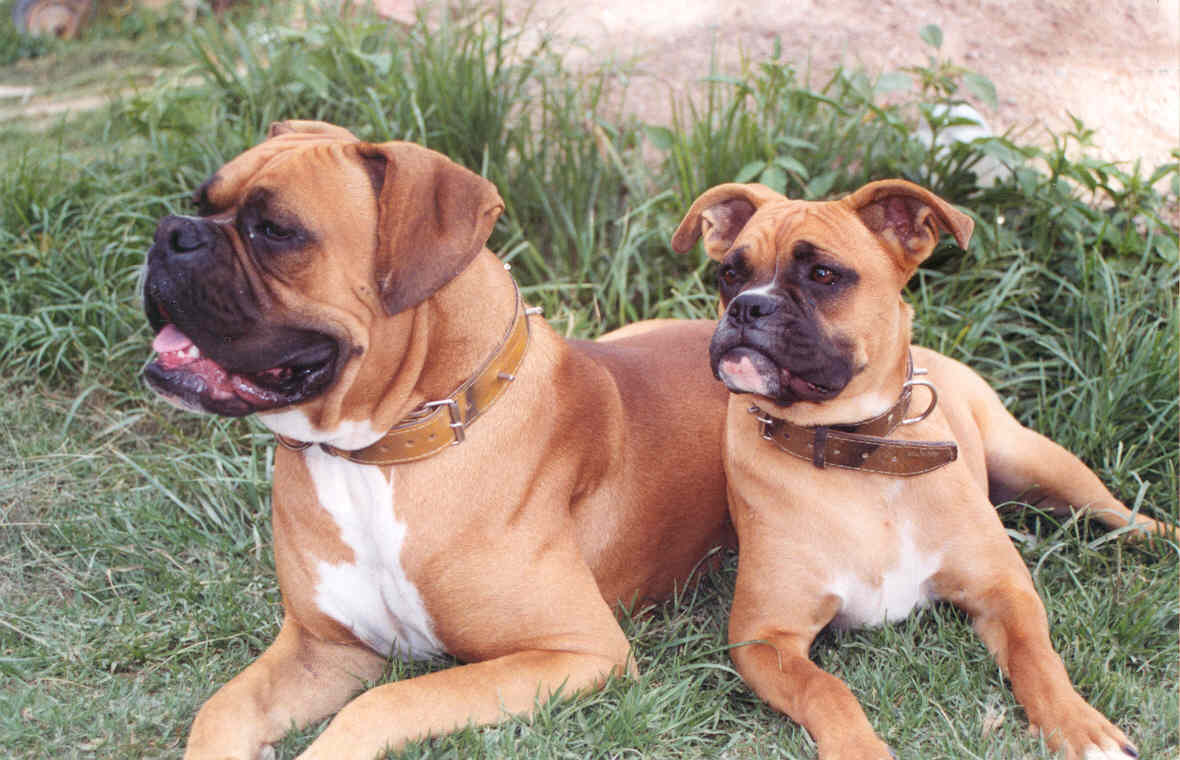
266.944x266.944пкс

#### Цели и задачи
- Развитие собаководства и совершенствование пород собак
- Содействие объединению усилий и координации деятельности членов клуба, любителей собак страны для достижения и поддержки высокого уровня разведения, обучения и содержания собак
- Содействие в соблюдении санитарных, ветеринарных и гуманных норм и правил содержания собак
- Развитие деятельности по общественно-полезному и гуманному применению собак (поводыри слепых, поисково-спасательные собаки, караульные)
- Развитие сотрудничества и связей с зарубежными и международными кинологическими организациями
- Повышение уровня ответственности владельцев за содержание, заботу и разведение питомцев

#### Деятельность
- Создание и пополнение информационного банка данных по породам собак, племенной деятельности
- Организация и выдача родословных единого образца на основании компьютерной базы данных
- Введение идентификации собак путем обязательного татуирования или микрочипирования
- Разработка и внедрение мер по сохранению генофонда и совершенствованию пород собак
- Организация и проведение кинологических мероприятий — выставок, соревнований, конкурсов
- Образовательная деятельность: организация и проведение семинаров, практических занятий, курсов кинологов, аттестации экспертов и судей
- Оказание консультационных услуг гражданам и организациям по вопросам собаководства
- Содействие контролю за соблюдением зоозащитного законодательства
- Разработка и реализация программ по борьбе с жестоким обращением с собаками, бесконтрольному и массовому воспроизводству собак
- Осуществление программ по реабилитации и одомашниванию бездомных собак
- Организация помощи владельцам собак в решении проблем с поведением их питомцев[12].

## Красная книга
В Красной книге Азербайджана составлены списки редких и исчезающих видов диких животных. Красная книга является официальным государственным документом. Первое издание было опубликовано в 1989 году, Книга переиздаётся каждые 10 лет. Книга содержит информацию о мерах по защите редких и находящихся под угрозой исчезновения видов животных и их распространении по всей стране, включая территорию Каспийского моря. Книга различает редкие и исчезающие виды. Последняя версия Красной книги, опубликована в 2013 году и содержит информацию о редких и находящихся под угрозой исчезновения 14 млекопитающих, 36 видов птиц, 5 видов рыб, 13 амфибий и видов рептилий, а также 40 видов насекомых.

## Штрафы
Штрафы, налагаемые органами Министерства экологии и природных ресурсов Азербайджанской Республики по протоколам, актам, составленным общественными инспекторами по защите животных, поступают в Бакинский экологический фонд, и в дальнейшем используются для реализации городских программ зоозащитного характера, в том числе на содержание отловленных и бесхозных животных в приютах в административных округах города Баку.
До 20 % сумм штрафных санкций может быть израсходовано на материальное поощрение активных общественных инспекторов и содержание Общественной инспекции по защите животных в городе Баку.
За содержание животных вне учета ветеринарных служб устанавливается штраф в размере 200 манатов
Если в результате жестокого обращения животное погибает или же калечится, то виновное лицо облагается штрафом в размере до 500 манатов.
В случае выявления нарушений правил вывоза, отправки или ввоза представителей фауны налагается штраф в размере 300 манатов.
Собак можно выгуливать по улицам и в транспорте только на поводке, крупные породы — в намордниках. Кодекс административных правонарушений АР также предусматривает штраф владельцам собак в размере 200 манатов в случае нарушения данных правил.